# 蘇恰特河
15°04′14″N 92°03′35″W / 15.070549°N 92.059722°W

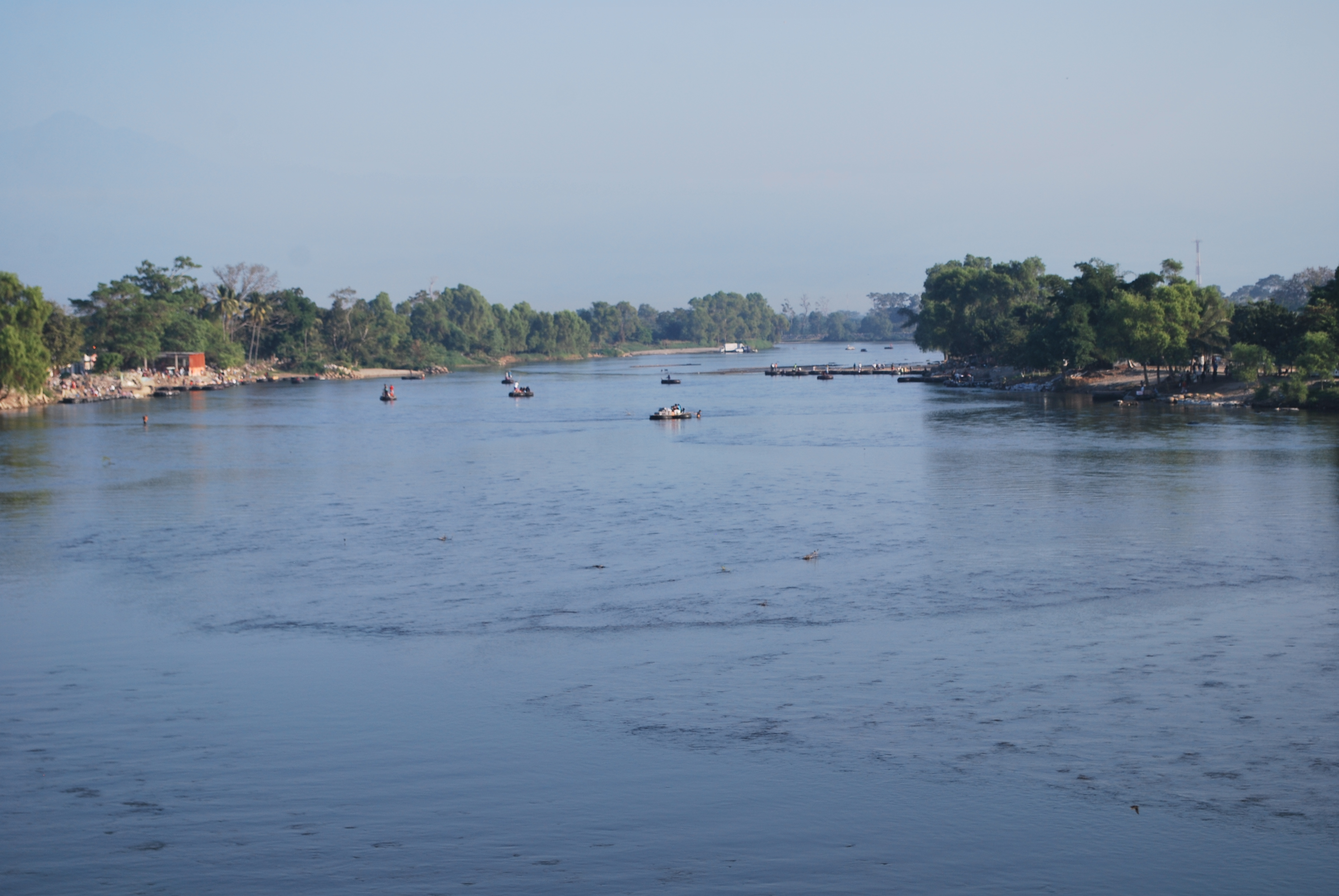
蘇恰特河

蘇恰特河（西班牙語：Río Suchiate）是北美洲的河流，河道全長161公里，流域面積1,400平方公里，發源自危地馬拉西部塔卡納火山，流經該國與墨西哥接壤的邊境，最終注入太平洋。

## 外部連結
- Map of Guatemala including the river